# Coca-Cola bianca

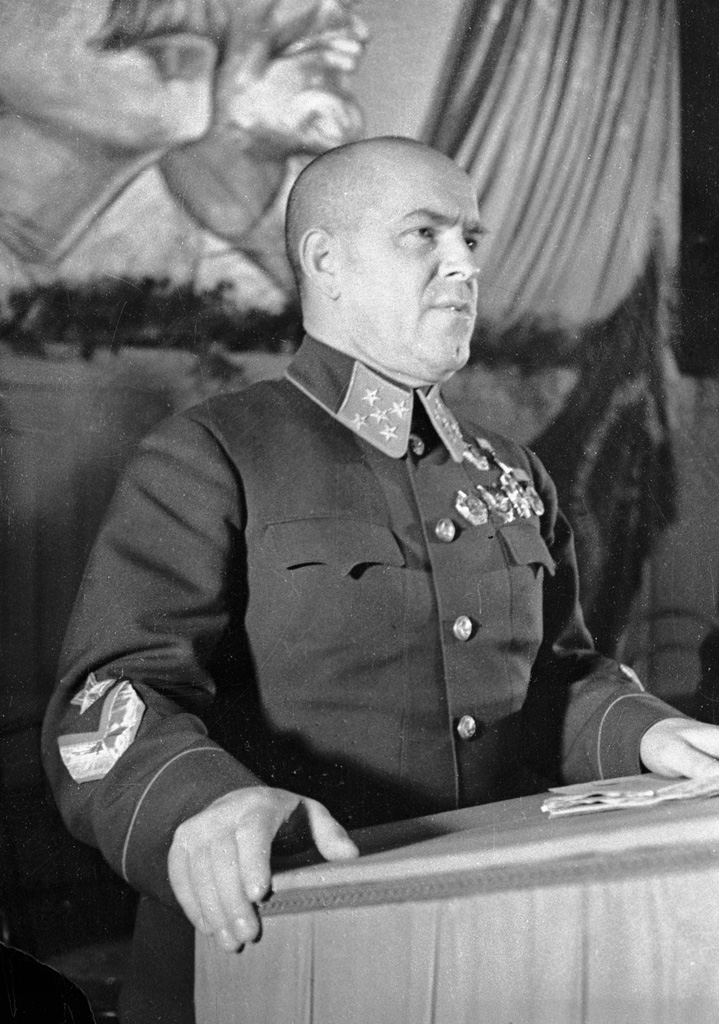
Il maresciallo Žukov propose la produzione di una variante trasparente e senza marca della Coca-Cola, nota successivamente come "Cola bianca"

La Coca-Cola bianca (in russo Бесцветная кока-кола, traslit. Bescvetnaja koka-kola) era il soprannome con il quale era conosciuta una versione chiara della Coca-Cola prodotta negli anni quaranta su richiesta del Maresciallo dell'Unione Sovietica Georgij Konstantinovič Žukov.

## Storia
Žukov si avvicinò alla Coca-Cola durante o subito dopo la Seconda guerra mondiale tramite la sua controparte nell'Europa occidentale, il Comandante supremo delle forze alleate Dwight D. Eisenhower, anche lui amante della bevanda.
Dato che in Unione Sovietica la Coca-Cola veniva vista come un simbolo dell'imperialismo americano, Žukov si dimostrò riluttante nel farsi fotografare o menzionare mentre consumava un prodotto del genere.
Secondo il giornalista Tom Standage (nonostante non vi siano fonti che lo confermino), Žukov chiese in seguito se poteva essere realizzata una Coca-Cola che assomigliasse alla vodka.
Il Maresciallo Žukov riferì la questione attraverso il generale Mark W. Clark, comandante del settore americano nell'occupazione alleata dell'Austria, che passò la richiesta al presidente Harry Truman. Lo staff presidenziale contattò James Farley, presidente del consiglio di amministrazione della Coca-Cola Export Corporation. All'epoca, Farley si occupava della supervisione di 38 impianti Coca-Cola nell'Europa sudorientale, compresa l'Austria, e delegò l'ordine speciale di Žukov a Mladin Zarubica, un supervisore tecnico per la Coca-Cola Company inviato in Austria nel 1946 per controllare la costruzione di un grande impianto di imbottigliamento. Zarubica trovò un farmacista in grado di rimuovere il colorante dalla Coca-Cola mantenendo però il gusto originale, realizzando così il desiderio del maresciallo Žukov.
La nuova versione della Coca-Cola venne imbottigliata utilizzando delle bottiglie di vetro trasparente chiuse con dei tappi che sfoggiavano al centro una stella rossa. La bottiglia e il tappo venivano prodotte dalla Crown Cork and Seal Company a Bruxelles. La prima spedizione della Cola bianca era costituita da 50 casse.
Una conseguenza insolita per la Coca-Cola Company è stata un rilassamento delle regolamentazioni imposte dalle potenze che occupavano l'Austria, dato che le merci e le forniture dovevano transitare per la zona di occupazione sovietica mentre venivano trasportate tra l'impianto d'imbottigliamento di Lambach al magazzino di Vienna. Mentre tutti i beni che entravano nella zona sovietica venivano trattenuti per settimane dalle autorità, i carichi della Coca-Cola transitavano indisturbati.